# Helia hermelina
Helia hermelina är en fjärilsart som beskrevs av Achille Guenée 1852. Helia hermelina ingår i släktet Helia och familjen nattflyn. Inga underarter finns listade i Catalogue of Life.